# Pollenia ruficrura
Pollenia ruficrura is een vliegensoort uit de familie van de bromvliegen (Calliphoridae). De wetenschappelijke naam van de soort is voor het eerst geldig gepubliceerd in 1862 door Rondani.